# Mercato derivato
Il mercato derivato (o mercato dei derivati) è il mercato finanziario dove vengono negoziati strumenti finanziari come forwards, futures, option, swap o altri strumenti derivati. Questi formano insieme alle azioni e alle obbligazioni, un gruppo di prodotti finanziari chiamati valori mobiliari.
In un mercato derivato si regolano i contratti a scadenza (ovvero gli strumenti derivati) e non si tratta direttamente l'attività sottostante. Per queste caratteristiche si contrappone al mercato cash. I due tipi di mercato sono separati organizzativamente ma non logicamente.
Sul mercato dei derivati ci sono operazioni speculative e altre che si originano dall'idea di coprirsi dal rischio di un portafoglio esistente (operazioni di hedging). Il mercato dei derivati è molto liquido e ampio.